# Carebarella bicolor
Carebarella bicolor är en myrart som beskrevs av Carlo Emery 1906. Carebarella bicolor ingår i släktet Carebarella och familjen myror. Inga underarter finns listade.

## Bildgalleri